# ماری‌یانا فلورنسی

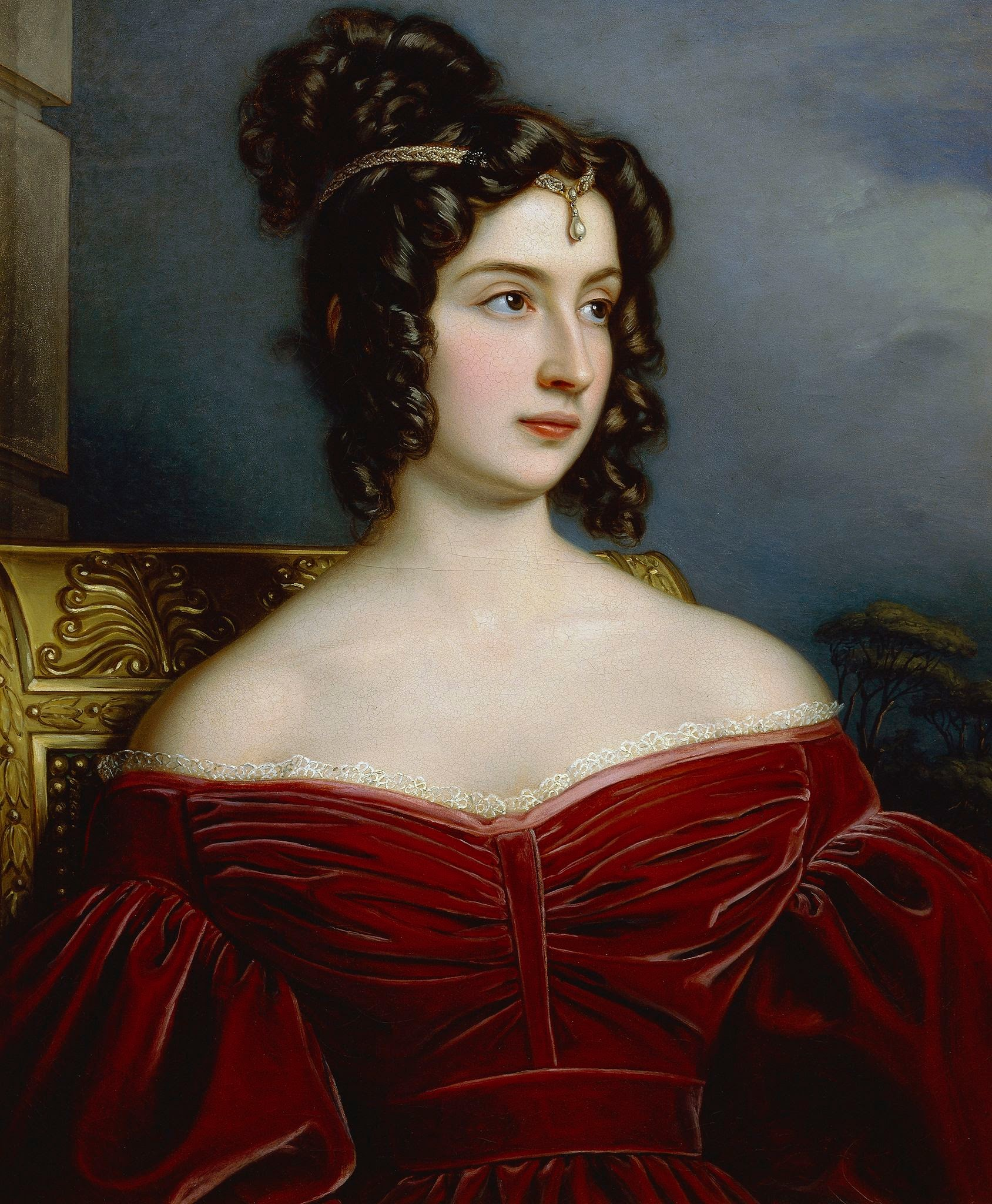
مارکسا فلورنسی در نقاشی از گالری زیبایی‌های لودویگ

مارکیونس (به ایتالیایی: Marianna Bacinetti)؛ ماری‌یانا فلورنسی (۱۸۰۲ – ۱۵ آوریل ۱۸۷۰، در فلورانس )، خواهرزاده ماریانا باسینتی، نجیب‌زاده ایتالیایی و مترجم آثار فلسفی بود. او همچنین با نام ازدواج خود ماری‌یانا فلورنسی وادینگتون شناخته می‌شد.

## زندگی‌نامه
دختر کنت پیترو باسینتی و کنتس لورا روسی دی لوگو اهل راونا بود، او تحصیلات ادبی داشت و خود را وقف خواندن آثار فلسفی کرد. او به ایده‌آل زنان آن دوران و زمان به عنوان یک زن تحصیل کرده تبدیل شد. او یکی از اولین دانشجویان دختر بود که در نیمه اول قرن نوزدهم در دانشگاه پروجا در رشته علوم طبیعی تحصیل کرد. او منادولوژی گوتفرید لایبنیتس را به ایتالیایی ترجمه کرد و همچنین باعث گسترش آثار ایمانوئل کانت، باروخ اسپینوزا و فریدریش ویلهلم یوزف شلینگ به ایتالیایی شد. او از نظر سیاسی از جنبش ملی ایتالیا حمایت کرد و در سال ۱۸۵۰ افکار خود را در مورد سوسیالیسم و کمونیسم منتشر کرد که (مانند بسیاری از آثار دیگر او) در فهرست کتاب‌های ممنوعه کلیسا قرار گرفت.
او به مدت چهل سال عاشق و دوست صمیمی لودویگ یکم بایرن بود که بیش از سی بار به دیدار او رفت. او همیشه از او مشاوره می‌خواست، حتی در مسائل دولتی، و ۳۰۰۰ نامه به او (به همراه ۱۵۰۰ پاسخ او) باقی مانده است.